# Grijskeelbospatrijs
De grijskeelbospatrijs (Dendrortyx barbatus) is een vogel uit de familie Odontophoridae. De wetenschappelijke naam van de soort is voor het eerst geldig gepubliceerd in 1846 door Gould.

## Kenmerken
De vogel is 22 tot 32 cm lang. Deze patrijsachtige is lichtgrijs gestippeld, afwisselende roodbruin en grijsbruin. De borst is kaneelkleurig tot roodachtig. De snavel is rood, kort en iets gebogen. De wangen, nek en het bovenste deel van de borst zijn blauwgrijs. Op de kruin heeft de vogel een kleine, bruinrode kuif. De haan is groter dan de hen maar verschillen niet in verenkleed. Onvolwassen vogels zijn doffer van kleur.

## Voorkomen
De soort is endemisch in het midden van Mexico.

## Beschermingsstatus
De totale populatie is in 2000 geschat op 3600 volwassen vogels. De vogel komt voor in heuvel- en bergachtige gebied tussen de 900 en 3100 meter boven zeeniveau, in vochtig bos met struikgewas. De leefgebieden worden bedreigd door versnippering en intensivering van het landbouwkundig gebruik. Daardoor heeft dit hoen op de Rode Lijst van de IUCN de status kwetsbaar.